# Uwe Rathjen
Uwe Rathjen, nemški rokometaš, * 28. junij 1943, † 14. november 2019.
Leta 1972 je na poletnih olimpijskih igrah v Münchnu v sestavi zahodnonemške rokometne reprezentance osvojil šesto mesto.